# Uhrschlüssel
Ein Uhrschlüssel (auch Uhrenschlüssel, franz.: Clef de Montre) ist ein Griffelement zum Spannen der Antriebsfeder oder zum Aufwinden des Gewichtsstückes der Uhr.
Ein Uhrwerk kann neben dem eigentlichen Gehwerk auch weitere Baugruppen enthalten, beispielsweise Weckerwerk, Melodiewerk oder Schlagwerke. Diese besitzen meist jeweils eigene Energiespeicher, wie Spiralfedern oder Antriebsgewichte.
Das Spannen der Antriebsfeder und das Aufwinden des Gewichtsstücks werden umgangssprachlich als Aufziehen bezeichnet.

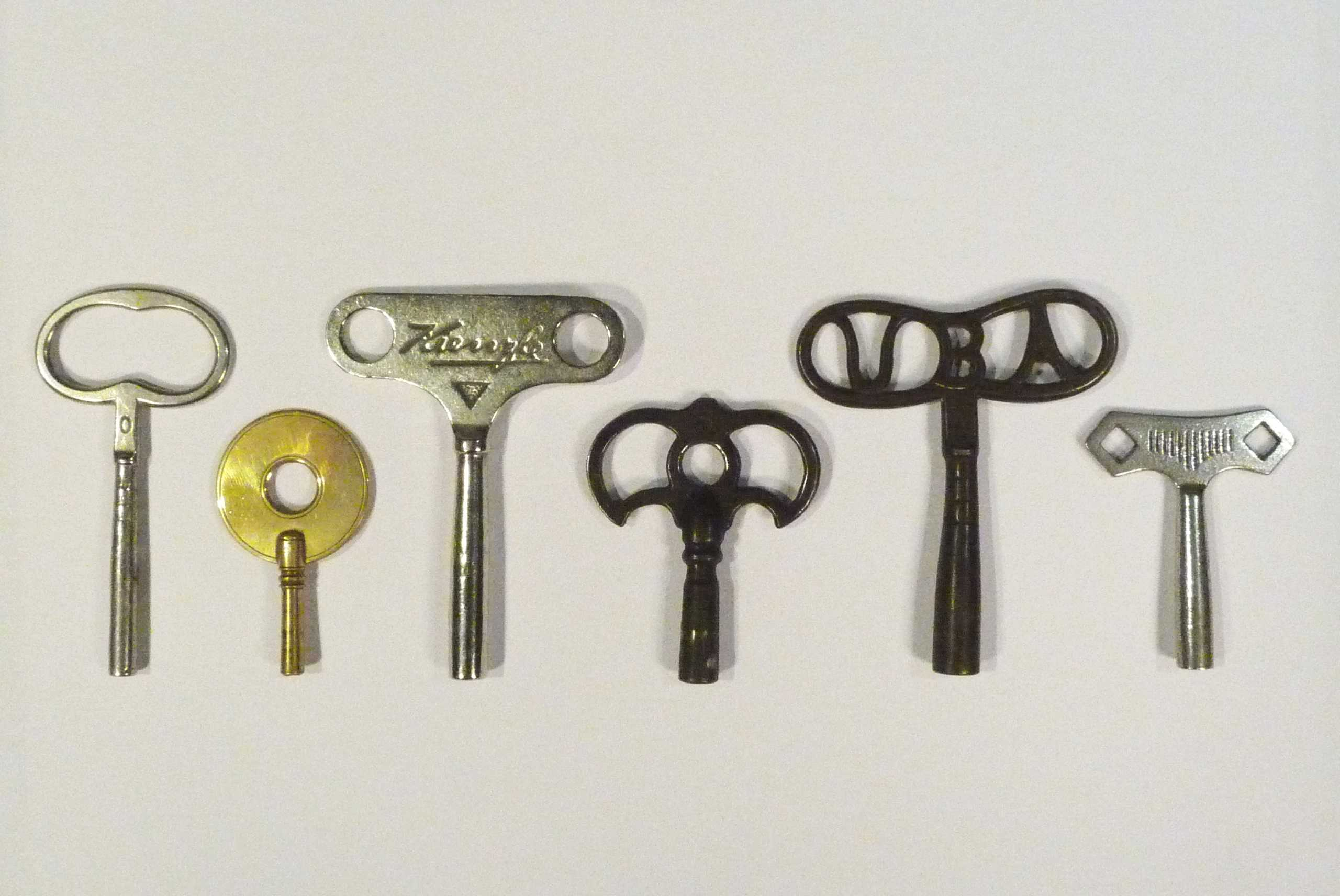
Alte Uhrenschlüssel (etwa 1900–1960)

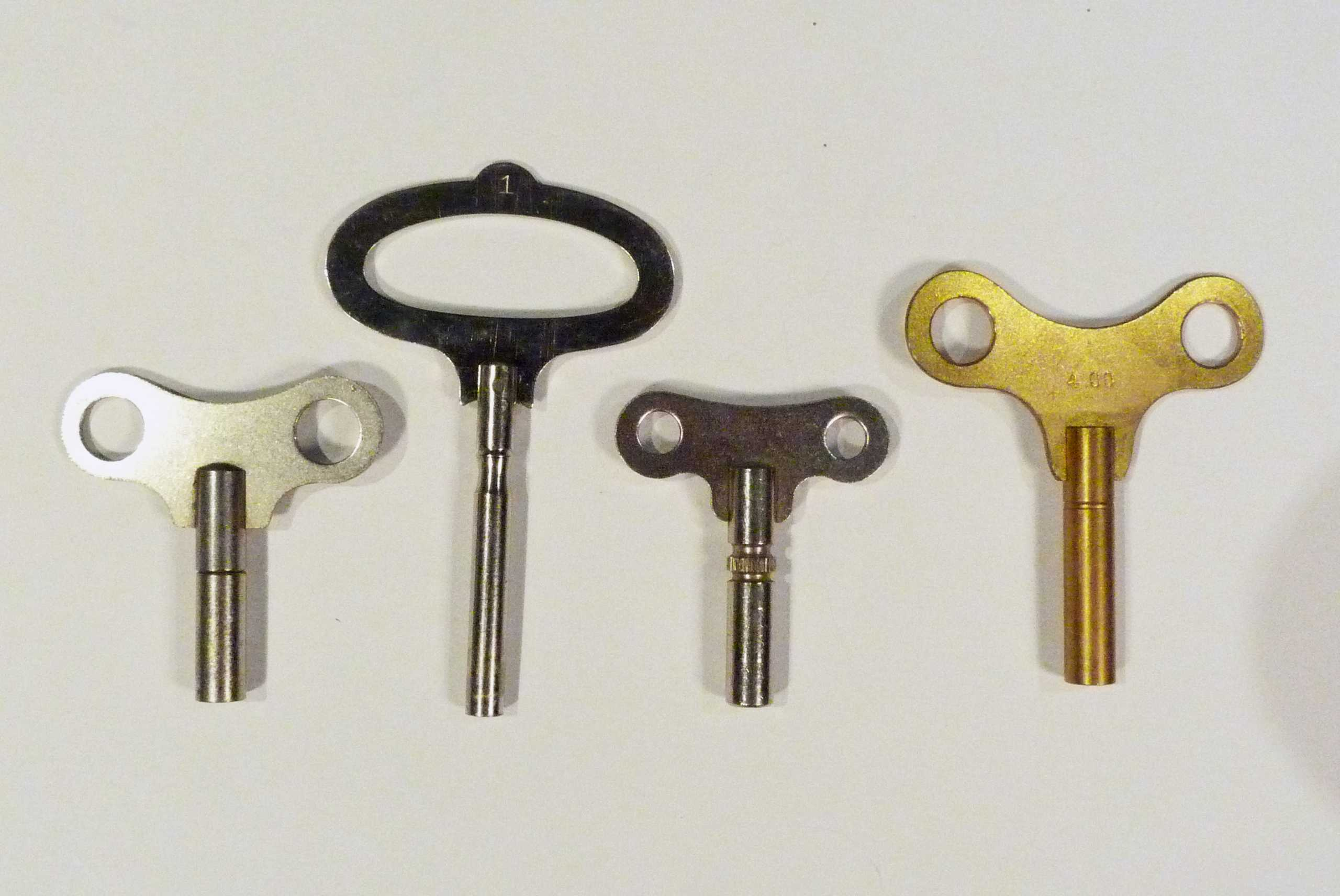
Moderne Uhrenschlüssel (etwa 1960–2000)

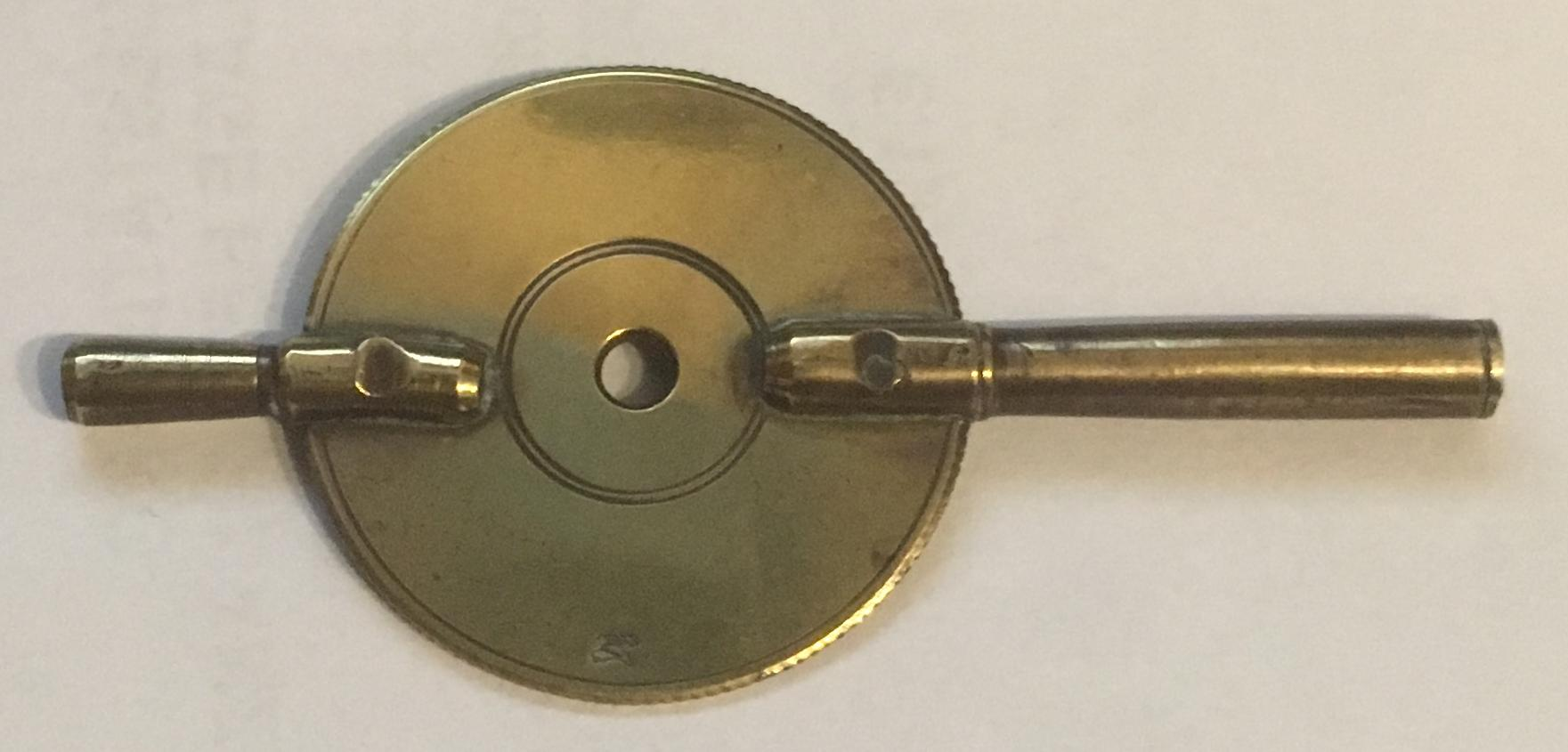
Doppelschlüssel für Pendulen (Biedermeier-Zeit)

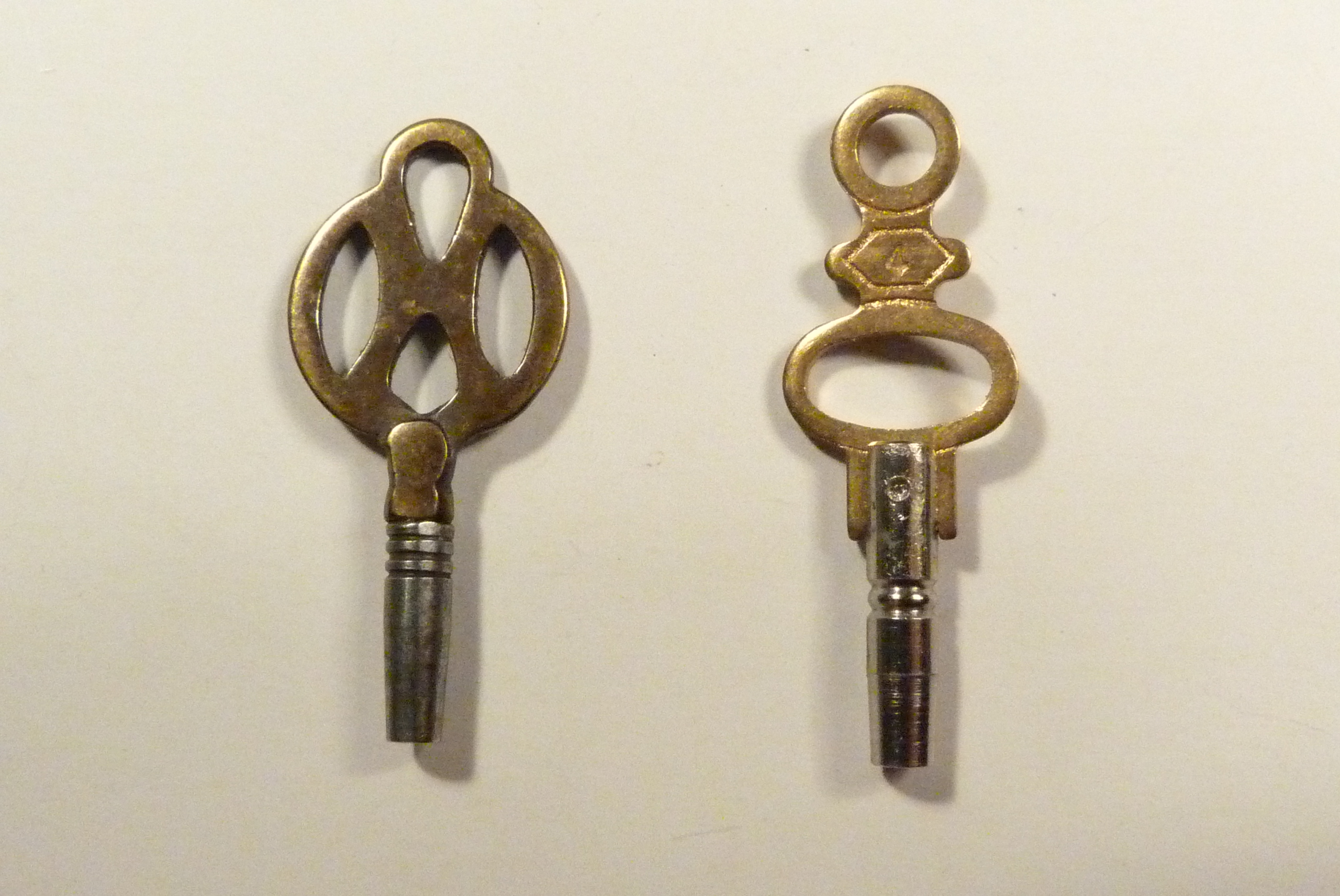
Taschenuhrschlüssel (links um 1900, rechts um 2010)

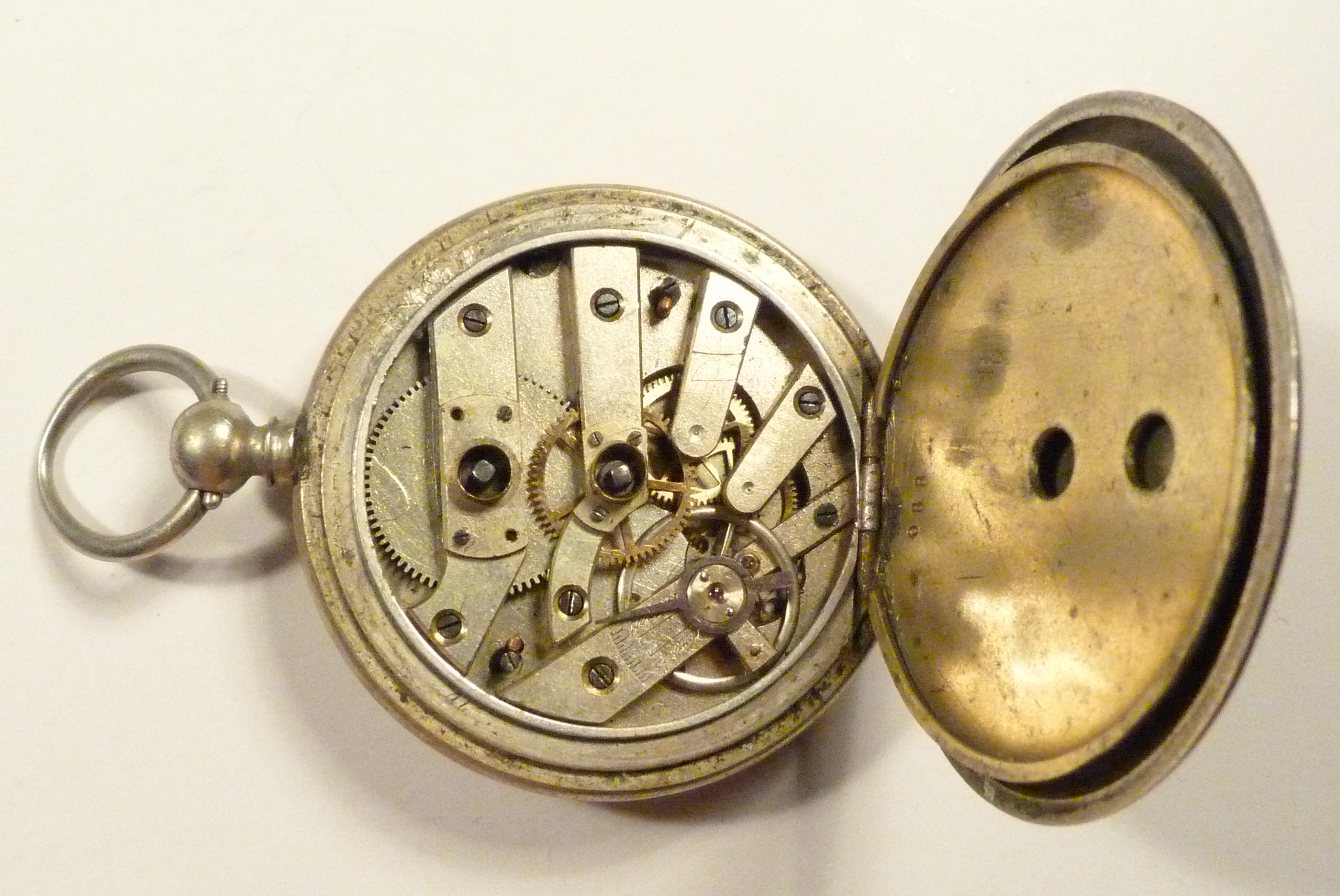
Schlüssel-Taschenuhr (um 1900)

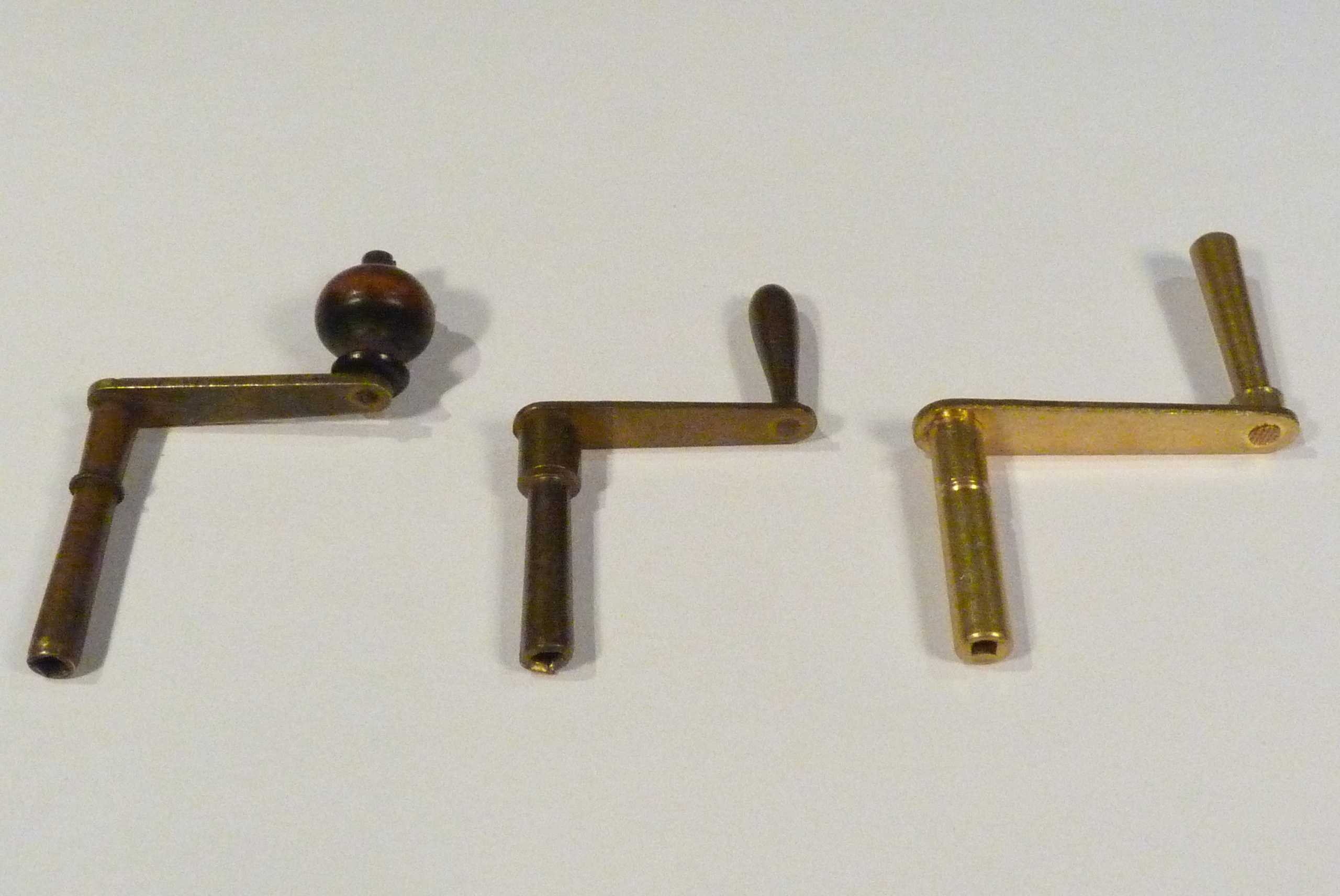
Kurbelschlüssel für Wanduhren mit Gewichtsantrieb

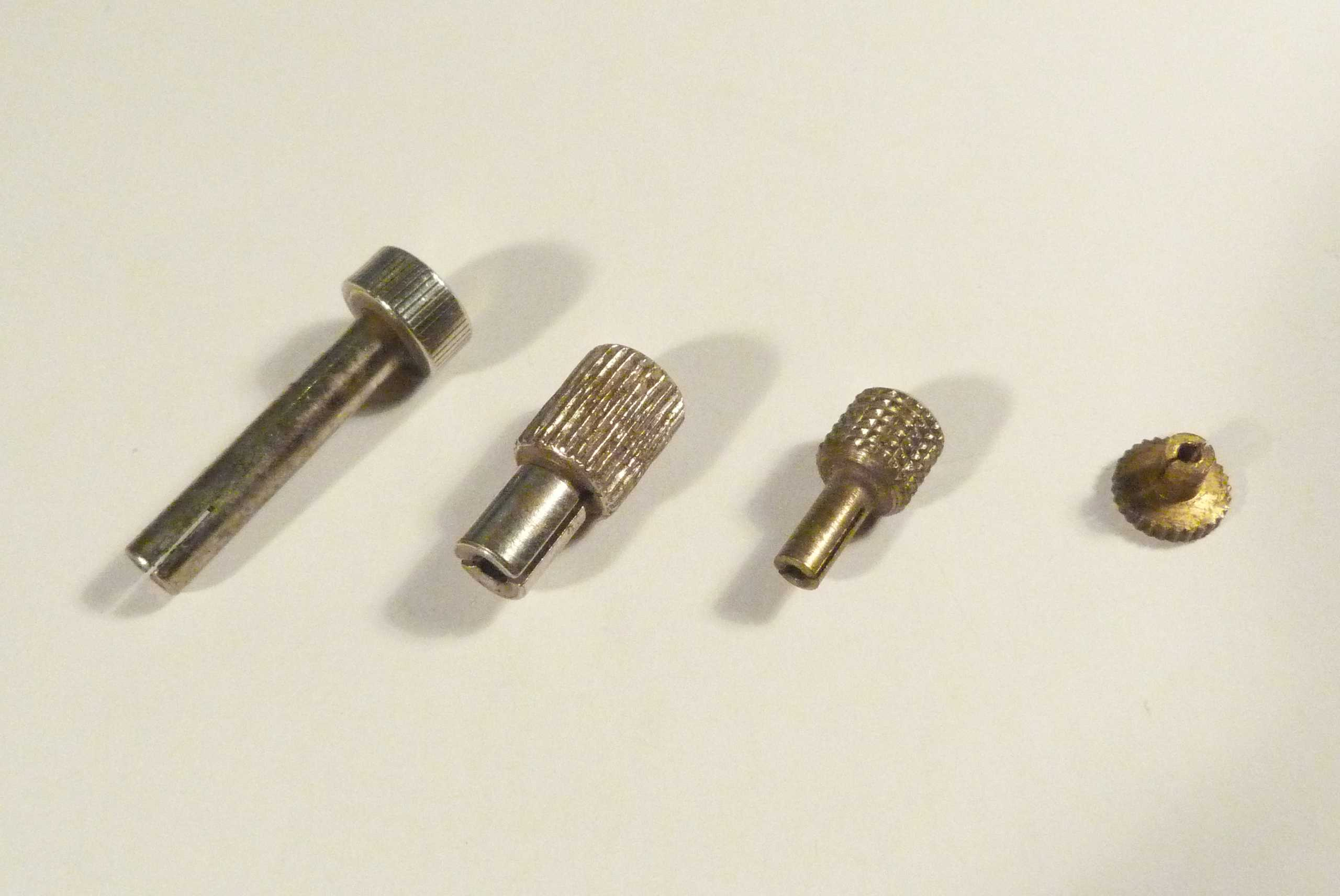
Steckbare Stellknöpfe für Wecker und kleine Tischuhren

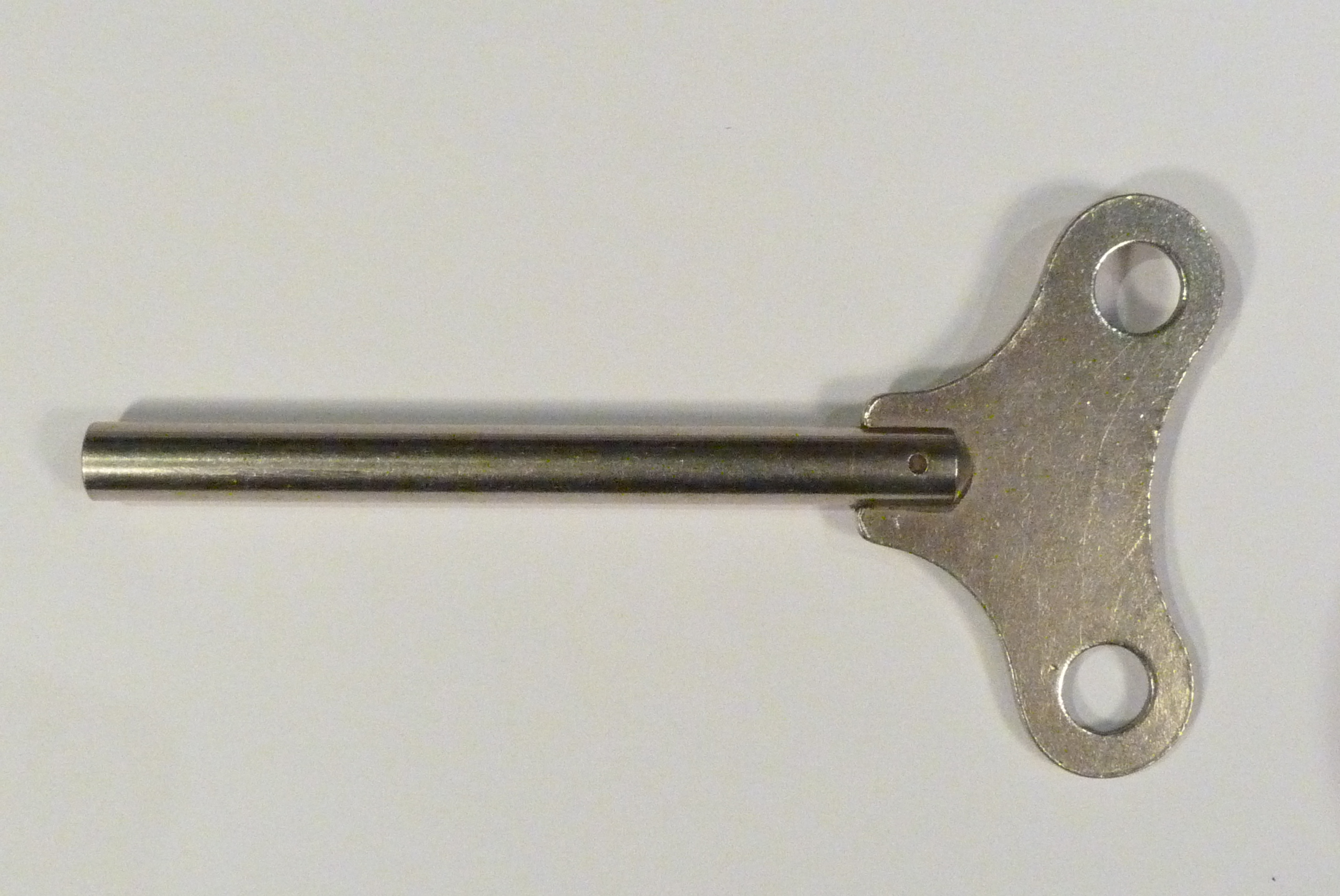
Aufzugsschlüssel für ein Registriergerät (Papierschreiber, um 1960)

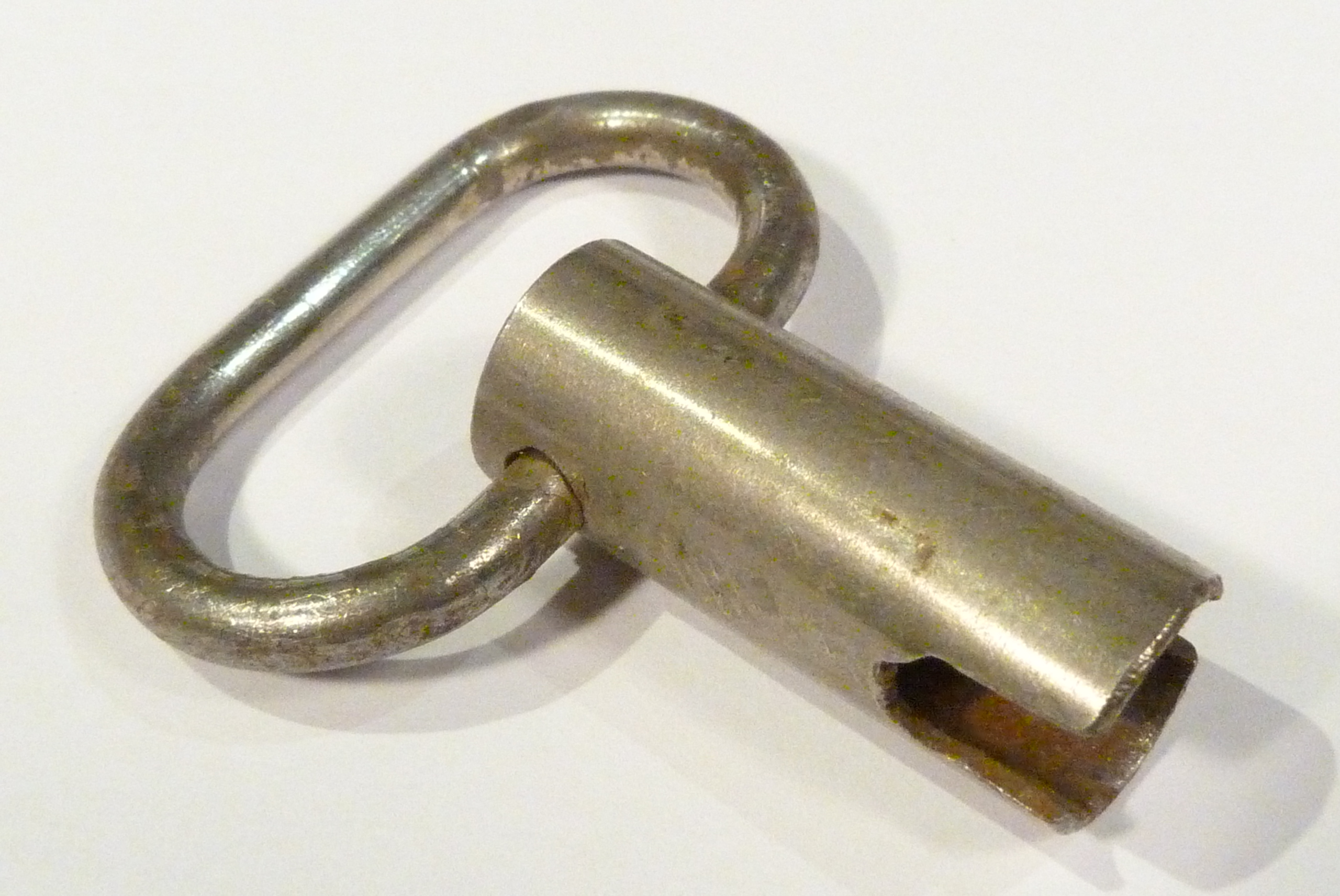
Aufzugsschlüssel für eine Stempeluhr (um 1970)

## Bauformen

### Steckschlüssel

#### Standardschlüssel mit Vierkant
Für das Aufziehen Feder getriebener Uhrwerke (Wand-, Tischuhren) sind steckbare Uhrschlüssel verbreitet. Als formschlüssige Verbindung zwischen Aufzugswelle und Steckschlüssel hat sich der Vierkant weltweit durchgesetzt. Dies ist das quadratisch geformte Ende einer Welle oder des Federkerns. Der dazu gehörige Schlüssel ist mit einem Innenvierkant versehen, der nur geringfügig größer ist, als der Vierkant der Welle.

#### Pendulenschlüssel
Einige Uhren, wie z. B. französische Pendulen, verfügen über eine Feinstelleinrichtung, mit welcher sich die Geschwindigkeit des Uhrwerks verändern lässt, ohne das Pendel zu berühren. Dazu gibt es dann im Zifferblatt über der 12 eine kleine Öffnung mit einem Vierkant. Durch Verdrehen dieses Vierkants wird die wirksame Pendellänge verändert.
Speziell für solche Uhren gibt es Doppelschlüssel. An einem Ende befindet sich der Innenvierkant zum Aufziehen der Antriebsfeder, am anderen Ende ein kleiner Innenvierkant für den Feinabgleich.

#### Taschenuhrschlüssel
Vor der Entwicklung des Kronenaufzugs besaßen Taschenuhren zwei Wellen mit Vierkant. Die eine diente zum Aufziehen der Antriebsfeder, die andere zum Einstellen der Zeiger (siehe Indikation (Uhr)).
Um den dafür benötigten Taschenuhrschlüssel vor Verlust zu schützen, wurde der Schlüssel oft direkt an der Uhrkette befestigt.

#### Kurbelschlüssel
Für das Aufwinden des Gewichtsstücks von Regulatoren kommen meist Kurbelschlüssel zum Einsatz.
Die Gewichtsstücke alter Turmuhren werden ursprünglich mit Kurbeln aufgewunden. Noch in Betrieb befindliche Turmuhren sind inzwischen oft mit einer elektrischen Aufzugseinrichtung ausgerüstet.

#### Stellknöpfe
Stellknöpfe sind aus technischer Sicht ebenfalls Varianten von Uhrschlüsseln, werden aber aufgrund ihrer Form und geringen Größe kaum als solche bezeichnet.
Stellknöpfe dienen vor allem an Weckern und kleinen Tischuhren zum Einstellen der Weck- und Uhrzeit. Nicht immer besitzen solche Stellknöpfe einen Innenvierkant. Zur Vereinfachung der Fertigung haben viele Stellknöpfe eine runde Bohrung und sind an ihrem uhrwerksseitigen Ende geschlitzt. Dieses Ende sitzt klemmend auf dem quadratisch geformten Ende einer Welle. Dabei ermöglicht der Schlitz den Formschluss zwischen Stellknopf und den Ecken des Wellenvierkants.

#### Sonderschlüssel
Steckbare Schlüssel für technische Uhrwerke, wie Papierstreifenschreiber oder Stempeluhren können unterschiedlichste Formen besitzen. 
Speziell für Uhrmacher gibt es sternförmige Universalschlüssel. Diese besitzen mehrere Stifte mit Innenvierkanten in fünf unterschiedlichen Größen. Verbreitet sind Universalschlüssel mit geraden und ungeraden Größen (siehe Tabelle Schlüssel für Großuhren)

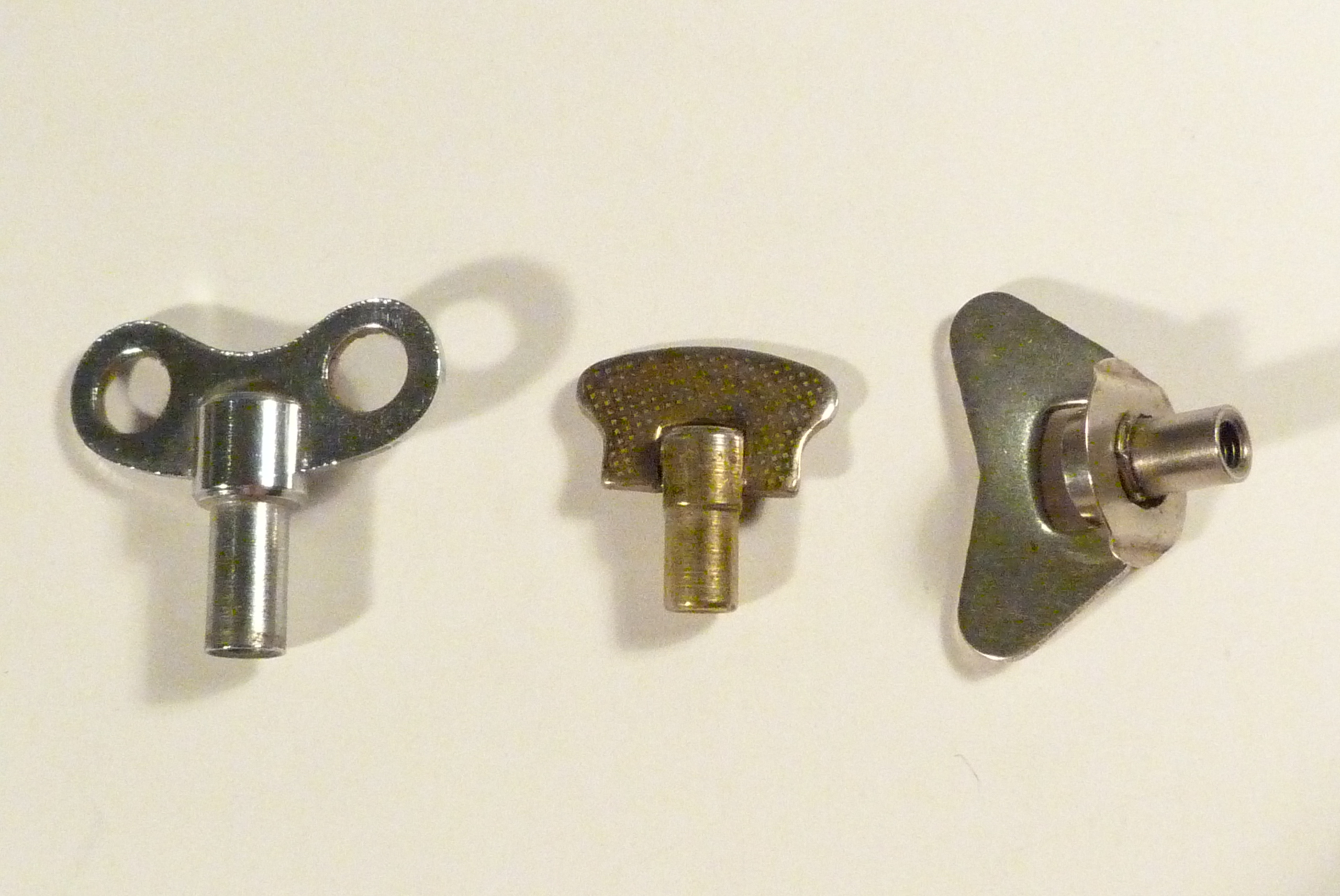
Schraubschlüssel für Wecker und kleine Tischuhren

### Schraubschlüssel
Um Uhrschlüssel unverlierbar zu machen, werden sie und die Aufzugswelle auch mit einem Gewinde versehen. Solche Schraubschlüssel oder Schraubenschlüssel kommen vor allem an Weckern, Reise- und Tischuhren zum Einsatz.
Erfolgt der Aufzug in Uhrzeigerrichtung (engl. CW), ist normales Rechtsgewinde verwendbar. Das ist bei den meisten Uhren der Fall, die von der Zifferblattseite aus aufgezogen werden.
Bei Uhrwerken, die von der Rückseite aus aufgezogen werden oder die eine längere Gangdauer (z. B. 1 Monat) besitzen, erfolgt der Aufzug in der Regel entgegen der Uhrzeigerrichtung (engl. CCW). Dann muss der Uhrschlüssel mit einem Linksgewinde versehen sein.
Die verschiedenen Uhrwerksbaugruppen können auch unterschiedliche Aufzugsrichtungen aufweisen.
Durch den Einsatz eines Schraubschlüssels wird auch verhindert, dass am Uhrwerk Schaden entsteht, wenn der Schlüssel in die falsche Richtung gedreht wird.
Ob der Schlüssel Außen- oder Innengewinde besitzt, ist nicht einheitlich festgelegt.

## Material
Aufgrund der zu übertragenen Kräfte und zum Zwecke einer langen Haltbarkeit bestehen Uhrschlüssel fast ausschließlich aus Metallen wie Gusseisen, Zink und Messing. Erst Mitte des 20. Jahrhunderts wurden Uhrschlüssel auch ganz oder teilweise aus Kunststoff hergestellt.

## Aufbau
Uhrschlüssel werden in einem Stück aus Eisen oder Zink gegossen oder aus Einzelteilen zusammengefügt mittels Nieten, Schweißen oder Hartlöten. Bei Verwendung von Kunststoff kommt das Spritzgießen zum Einsatz.

## Baugrößen
Am Beginn der Uhrenfertigung hat jeder Handwerksmeister nach seinen eigenen Vorstellungen und Erfahrungen gearbeitet. Es gab keine Standards. Erst mit dem Übergang zu industrieller Uhrenherstellung um 1900 wurde es nötig, einheitliche Normen für Verzahnungsarten, Gewinde und auch Uhrschlüssel einzuführen.
Obwohl die Hersteller und Händler von Uhrschlüsseln sich in dieser Abstufung einig sind, findet man praktisch keine verlässliche Quelle für eine Größenabstufung. Die folgenden Tabellen wurden daher unter Verwendung von vorhandenen Uhrschlüsseln und von Händlerangeboten erstellt.

### Schlüssel für Großuhren
In Deutschland hat sich bei Schlüsseln für Großuhren eine Abstufung in Schritten von 0,25 mm (Seitenlänge des Vierkants) durchgesetzt. Die Uhrschlüssel sind allerdings selten mit der Größenangabe in Millimetern versehen. Meist tragen sie eine Größen-Nummer oder gar keine Kennzeichnung. Die folgende Tabelle zeigt die in Deutschland üblichen Größen für Großuhrschlüssel.
| Größe | Vierkant in mm |
| ----- | -------------- |
| 000   | 1,75           |
| 00    | 2,00           |
| 0     | 2,25           |
| 1     | 2,50           |
| 2     | 2,75           |
| 3     | 3,00           |
| 4     | 3,25           |
| 5     | 3,50           |
| 6     | 3,75           |
| 7     | 4,00           |
| 8     | 4,25           |
| 9     | 4,50           |
| 10    | 4,75           |
| 11    | 5,00           |
| 12    | 5,25           |
| 13    | 5,50           |
| 14    | 5,75           |
| 15    | 6,00           |

### Schlüssel für Taschenuhren
Bei Taschenuhrschlüsseln kommt in Deutschland eine andere Abstufung zur Anwendung.
| Größe | Vierkant in mm |
| ----- | -------------- |
| 00    | 2,00           |
| 0     | 1,90           |
| 1     | 1,80           |
| 2     | 1,75           |
| 3     | 1,65           |
| 4     | 1,60           |
| 5     | 1,50           |
| 6     | 1,40           |
| 7     | 1,30           |
| 8     | 1,20           |
| 9     | 1,15           |
| 10    | 1,05           |
| 11    | 1,00           |
| 12    | 0,95           |